# Salatis
Salatis este un gen de fluturi din familia Hesperiidae. 